# Qualificazioni al campionato europeo maschile under 21 di calcio 2017 - Gruppo 4

## Classifica
| Squadra       | P.ti | G  | V | N | P  | F  | S  | DR  |
| ------------- | ---- | -- | - | - | -- | -- | -- | --- |
| Portogallo    | 26   | 10 | 8 | 2 | 0  | 34 | 5  | +29 |
| Israele       | 21   | 10 | 6 | 3 | 1  | 21 | 4  | +17 |
| Grecia        | 13   | 10 | 4 | 1 | 5  | 13 | 14 | -1  |
| Albania       | 12   | 10 | 3 | 3 | 4  | 11 | 20 | -9  |
| Ungheria      | 12   | 10 | 3 | 3 | 4  | 19 | 16 | +3  |
| Liechtenstein | 0    | 10 | 0 | 0 | 10 | 1  | 40 | -39 |

## Risultati
| Arbitro: | Zbynek Proske |

|  |           |                      |
|  | Marcatori | 31’ Latifi 52’ Manaj |

| Arbitro: | Giorgi Kruashvili |

|  |           |                                        |
|  | Marcatori | 5’ Kinda 49’, 62’ Altman 58’ Abu Abaid |

| Arbitro: | Sergei Ivanov |

|                   |           |          |
| Çekiçi 84’ (rig.) | Marcatori | 29’ Hugi |

| Arbitro: | Tihomir Pejin |

|  |           |                                                                       |
|  | Marcatori | 29’ Márkvárt 39’, 68’ Prosser 45’ Forgács 59’ Kleinheisler 90’ Sallai |

| Arbitro: | Adrian Azzopardi |

|  |           |                    |
|  | Marcatori | 43’, 75’ Ioannidis |

| Arbitro: | Marco Fritz |

|             |           |                                                      |
| Rashica 83’ | Marcatori | 31’ Neves 36’ Lopes 43’, 45’, 62’ A. Silva 70’ Horta |

| Arbitro: | Neil Doyle |

|                             |           |  |
| Fernandes 35’ Paciência 56’ | Marcatori |  |

| Arbitro: | Amaury Delerue |

|  |           |                                                    |
|  | Marcatori | 45’ Guedes 50’ Martins 87’ Cancelo 90+3’ Paciência |

| Arbitro: | Erik Lambrechts |

|                  |           |                      |
| Prosser 28’, 63’ | Marcatori | 24’ Manaj 43’ Latifi |

| Arbitro: | Anders Poulsen |

|                                                       |           |  |
| Mavrias 20’, 37’ Fountas 32’ Vergos 60’ Ioannidis 70’ | Marcatori |  |

| Arbitro: | Sergejus Slyva |

|                                           |           |  |
| Horta 43’ Mané 47’ Vezo 60’ Paciência 82’ | Marcatori |  |

| Arbitro: | Jari Järvinen |

|                                  |           |  |
| David 60’ Gozlan 85’ Ohana 90+2’ | Marcatori |  |

| Arbitro: | Vasilis Dimitriou |

|                     |           |  |
| Latifi 18’ Laçi 83’ | Marcatori |  |

| Arbitro: | Tomasz Musiał |

|                     |           |                      |
| Kalmár 45’ Bese 78’ | Marcatori | 75’ (rig.) Ioannidis |

| Arbitro: | Ola Hobber Nilsen |

|  |           |                                             |
|  | Marcatori | 28’ (rig.) Fernandes 35’ A. Silva 87’ Horta |

| Elbasan 24 marzo 2016, ore 18:00 UTC+1 | Albania           | 0 – 0 referto | Grecia | Elbasan Arena\| Arbitro: \| Nicolas Rainville \| |
| Arbitro:                               | Nicolas Rainville |               |        |                                                  |

| Arbitro: | Irfan Peljto |

|                                                  |           |  |
| Semedo 8’ Figueiredo 10’ Paciência 13’ Bruma 24’ | Marcatori |  |

| Győr 24 marzo 2016, ore 19:00 UTC+2 | Ungheria                | 0 – 0 referto | Israele | Ménfői út\| Arbitro: \| Vilhjalmur Thorarinsson \| |
| Arbitro:                            | Vilhjalmur Thorarinsson |               |         |                                                    |

| Arbitro: | Tihomir Pejin |

|  |           |            |
|  | Marcatori | 74’ Gozlan |

| Arbitro: | Nikola Popov |

|                      |           |          |
| Manaj 69’ Prenga 79’ | Marcatori | 55’ Gera |

| Arbitro: | Georgi Vadachkoria |

|                                           |           |  |
| Mervó 18’, 68’ Berecz 60’ Frick 79’ (aug) | Marcatori |  |

| Pacos de Ferreira 2 settembre 2016 | Portogallo   | 0 – 0 referto | Israele | Estádio Capital do Móvel\| Arbitro: \| Nenad Djokić \| |
| Arbitro:                           | Nenad Djokić |               |         |                                                        |

| Arbitro: | Artyom Kuchin |

|                                      |           |            |
| Iōannidīs 44’ (rig.) Tsilianidīs 90’ | Marcatori | 22’ Latifi |

| Arbitro: | Nicolas Laforge |

|             |           |  |
| Martins 54’ | Marcatori |  |

| Arbitro: | Dejan Jakimovks |

|                                         |           |  |
| Peretz 35’ Ohana 43’, 63’ Barshazky 61’ | Marcatori |  |

| Arbitro: | Anatoliy Abdula |

|                                              |           |  |
| Altman 27’, 60’ (rig.) Gozlan 42’ Peretz 55’ | Marcatori |  |

| Arbitro: | Kevin Clancy |

|                                        |           |                                   |
| Nagy 28’ (rig.) Prosser 62’ Balogh 78’ | Marcatori | 10’ Jota 13’ Carvalho 48’ Podence |

| Arbitro: | Arnold Hunter |

|                                           |           |  |
| Gozlan 18’ Altman 43’ Bitton 55’ Hugi 70’ | Marcatori |  |

| Arbitro: | Petr Ardeleanu |

|                                      |           |           |
| Donis 28’ Koulourīs 69’ Charisīs 83’ | Marcatori | 56’ Mervó |

| Arbitro: | Jørgen Burchard |

|              |           |                                                                             |
| Salanović 3’ | Marcatori | 20’ Fernandes 24’ Podence 26’, 53’ Guedes 28’ Carvalho 75’ Neves 84’ Semedo |